# クリスチャン・コルソン
クリスチャン・コルソン（Christian Colson）は、イギリスの映画プロデューサー。アカデミー賞、ゴールデングローブ賞など数多くの賞を受賞した2008年の映画『スラムドッグ$ミリオネア』をプロデュースしたことで知られる。

## フィルモグラフィ
- ディセント The Descent (2005)
- 孤独な嘘 Separate Lives (2005)
- バイオレンス・レイク Eden Lake (2008)
- スラムドッグ$ミリオネア Slumdog Millionaire (2008)
- ディセント2 The Descent 2 (2009)
- センチュリオン Centurion (2010)
- 127時間 127 Hours (2010)
- トランス Trance (2013)
- T2 トレインスポッティング T2 Trainspotting (2017)
- Battle of the Sexes (2017)